# Så nära får ingen gå – ett år med Kent
Så nära får ingen gå – ett år med Kent är en dokumentärfilm om det svenska bandet Kent, gjord av Mathias Engstrand och Per Sinding-Larsen. Dessa ägnade ett år åt att följa Kent runtom i Sverige och Europa. Filmens titel är lånad från Kentlåten "Kräm (så nära får ingen gå)".
Dokumentären hade premiär i SVT den 19 maj 2001. 2013 gjordes den tillgänglig i SVT:s Öppna arkiv.